# جونکیچی اوریموتو
جونکیچی اوریموتو (انگلیسی: Junkichi Orimoto; ۹ فوریهٔ ۱۹۲۷ – ۱۸ مارس ۲۰۱۹) بازیگر اهل ژاپن بود.